# Chrysohypnum elodes
Chrysohypnum elodes là một loài rêu trong họ Amblystegiaceae. Loài này được Lindb. Loeske mô tả khoa học đầu tiên năm 1903.